# Guillaume Faugues
Guillaume Faugues (actif entre 1460–1475) est un compositeur français dont on connaît peu de choses mais qui a laissé une œuvre qui comporte cinq messes, ce qui représente un répertoire important pour un musicien de cette époque. 
Faugues occupe une place importante dans l'histoire de la musique sacrée en raison de son recours à la  « messe parodie » qu'illustre de façon remarquable la Missa Le serviteur.
Faugues était chapelain de la Sainte-Chapelle de Bourges entre 1462-1463, et maître de chœur. Il a sans doute rencontré Johannes Ockeghem, de passage cette année-là à Bourges, et il fut le maître de Philippe Basiron, à l'époque enfant de chœur.
Deux de ses contemporains le mentionnent :  Loyset Compère le cite dans le motet Omnium bonorum plena (avant 1474), qui fait la liste des compositeurs qu'admirait l'auteur, pour la plupart attachés à la cathédrale de Cambrai.  Johannes Tinctoris fait l'éloge de sa  varietas, qui s'exprime pleinement dans la Missa "Vinus vina vinum". Les œuvres de Faugues ont été constamment jouées pendant sa période la plus productive et il est cité comme une influence probable sur l'œuvre de Johannes Martini.

## Œuvres
- Missa L'homme armé
- Missa La basse danse à4
- Missa Vinus vina vinum
- Missa Le serviteur
- Missa Je suis en la mer